# ミライザーバン
『ミライザーバン』は、松本零士の漫画。『マンガ少年』1976年9月号から1978年10月号まで掲載された。松本作品で重要な概念となる「時の輪」をテーマにしており、肉体改造により超人間となった主人公のミライザーバンこと井台半が時間の輪の中を旅する物語である。

## あらすじ
学者の両親を持つ少年・井台半はいつもどおり学校に登校した。半が出て行った後、彼の両親は助手の有紀螢を伴い、ある実験を開始するが爆発事故を起こしてしまう。半はあわてて家に戻ると彼の家は爆発で跡形もなくなっていた。両親は死亡し、助手の螢は一命を取り留めるも重傷を負う。家と両親を失った半は、練馬で歯科医を経営している叔父の家で暮らすこととなった。そして、叔父から自分の両親が行っていた研究について知らされることとなる。叔父によれば両親は生前「命の輪」を作ると言い、「永遠に死なない生命体」の研究を行っていたのだという。
入院している有紀螢のことが気にかかった半は彼女のいる病院に向かった。だが螢はそこにはおらず、失踪したのだという。病院から帰る途中、車に乗った螢が現れた。螢は驚く半を車に乗せると自宅のマンションに向かった。彼女の部屋に入ると、半の両親が研究に使用していた装置が置かれていた。螢は半を眠らせるとその装置に掛け、彼の両親の研究の成果を半に施したのだった。
その後、半は自分の変化に気付くこととなる。それまで解けなかった数学の問題が簡単に解けるようになり、いつの間にか両親の銀行の口座番号や交友関係まで自分の頭の中に入っていたのだ。だが、変化はそれだけに留まらなかった。半は彼を「ミライザーバン」と呼ぶ謎の組織に追われる身となったのだった。

## 登場人物
井台半/ミライザーバン
本作の主人公。両親の研究の成果を体に施されたために、時間の輪の中で旅をすることとなる。背は低くメガネを掛けている。
本作のストーリーも含むプレイステーション用ゲーム『松本零士999 〜Story of Galaxy Express 999〜』（2001年、バンプレスト）では高戸靖広が演じている。
有紀螢
バンの両親の助手であり、バンの体の秘密も知っている。そのため、組織からも狙われており、同様に組織から狙われるバンを逃がす手引きをする。バンの両親が死亡してからは、彼の助手をするようになる。
プレイステーション用ゲーム『松本零士999 〜Story of Galaxy Express 999〜』では『宇宙海賊キャプテンハーロック』に登場する同名、同外観のキャラクターの設定と、本作の設定が折中されたものが採用されている。

## 書籍情報
サンコミックス マンガ少年傑作シリーズ(朝日ソノラマ) ※初期の物はISBN無し
1. 1977年10月28日 ISBN 4-257-91463-7
2. 1977年12月20日 ISBN 4-257-91467-X
3. 1978年10月20日 ISBN 4-257-91495-5

講談社漫画文庫(講談社)
1. 1999年9月7日 ISBN 4-06-260625-9
2. 1999年9月7日 ISBN 4-06-260626-7